# Erzbistum Olinda e Recife
Das Erzbistum Olinda e Recife (lateinisch Archidioecesis Olindensis et Recifensis, portugiesisch Arquidiocese de Olinda e Recife) ist eine in Brasilien gelegene römisch-katholische Erzdiözese mit Sitz in Olinda im Bundesstaat Pernambuco.

## Geschichte
Das Erzbistum Olinda e Recife wurde am 15. Juli 1614 durch Papst Paul V. mit der Apostolischen Konstitution Fasti novi orbis aus Gebietsabtretungen des Bistums São Salvador da Bahia als Territorialprälatur Pernambuco errichtet. Am 6. Juli 1624 wurde die Territorialprälatur Pernambuco durch Papst Urban VIII. mit der Apostolischen Konstitution Romanus Pontifex dem Erzbistum São Salvador da Bahia als Suffragan unterstellt.
Die Territorialprälatur Pernambuco wurde am 16. November 1676 durch Papst Innozenz XI. mit der Apostolischen Konstitution Ad sacram Beati Petri sedem zum Bistum erhoben und in Bistum Olinda umbenannt. Das Bistum Olinda gab am 6. Juni 1854 Teile seines Territoriums zur Gründung des Bistums Ceará ab. Weitere Gebietsabtretungen erfolgten am 27. April 1892 zur Gründung des Bistums Paraíba, am 2. Juli 1900 zur Gründung des Bistums Alagôas und am 5. Dezember 1910 zur Gründung des Bistums Floresta.
Am 5. Dezember 1910 wurde das Bistum Olinda durch Papst Pius X. zum Erzbistum erhoben. Das Erzbistum Olinda wurde am 26. Juli 1918 durch Papst Benedikt XV. mit der Apostolischen Konstitution Cum urbs Recife in Erzbistum Olinda e Recife umbenannt. Am 2. August 1918 gab das Erzbistum Olinda e Recife Teile seines Territoriums zur Gründung der Bistümer Garanhuns und Nazaré ab. Weitere Gebietsabtretungen erfolgten am 7. August 1948 zur Gründung des Bistums Caruaru und am 13. Januar 1962 zur Gründung des Bistums Palmares.

## Ordinarien

### Bischöfe von Olinda

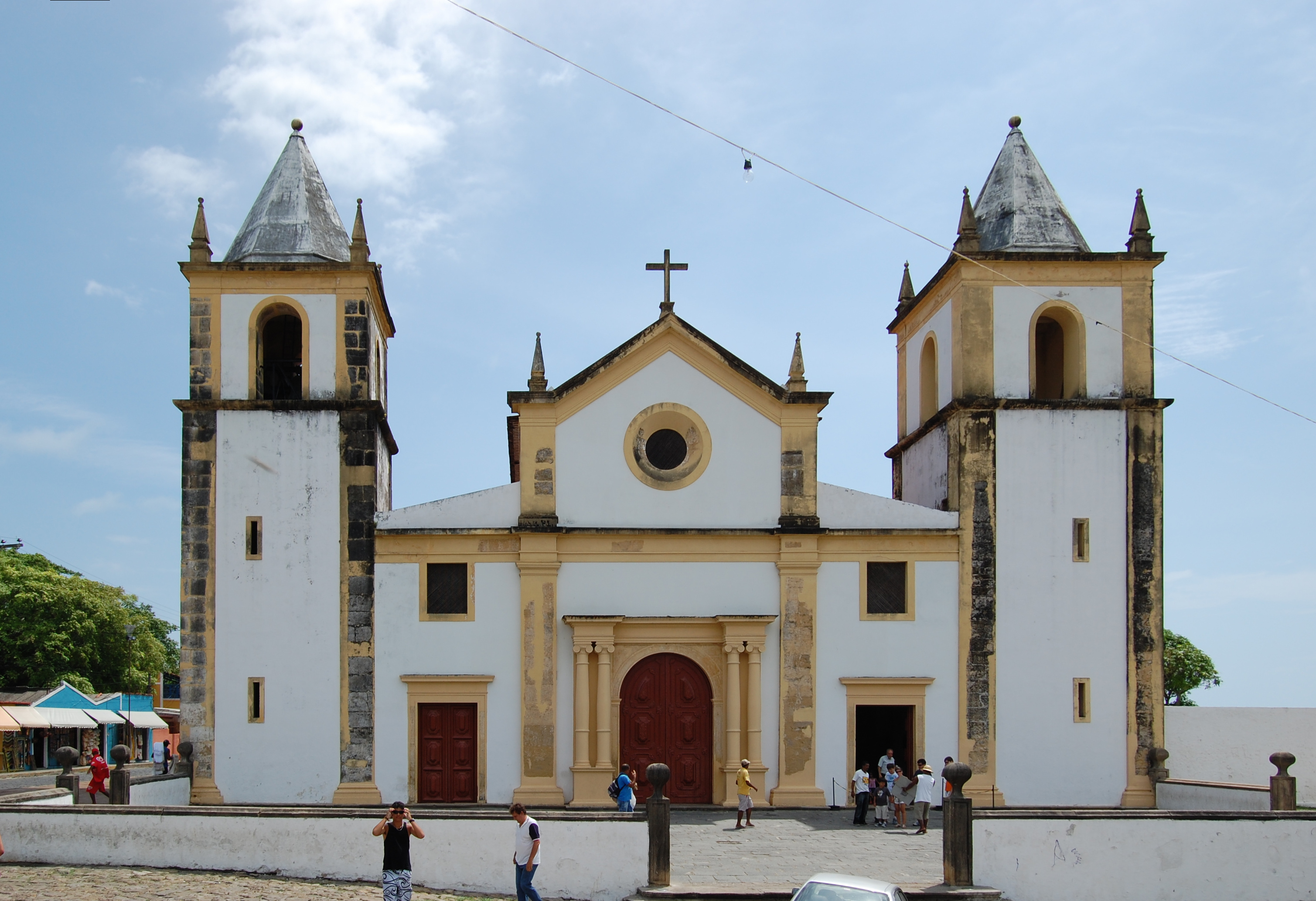
Kathedrale São Salvador do Mundo in Olinda

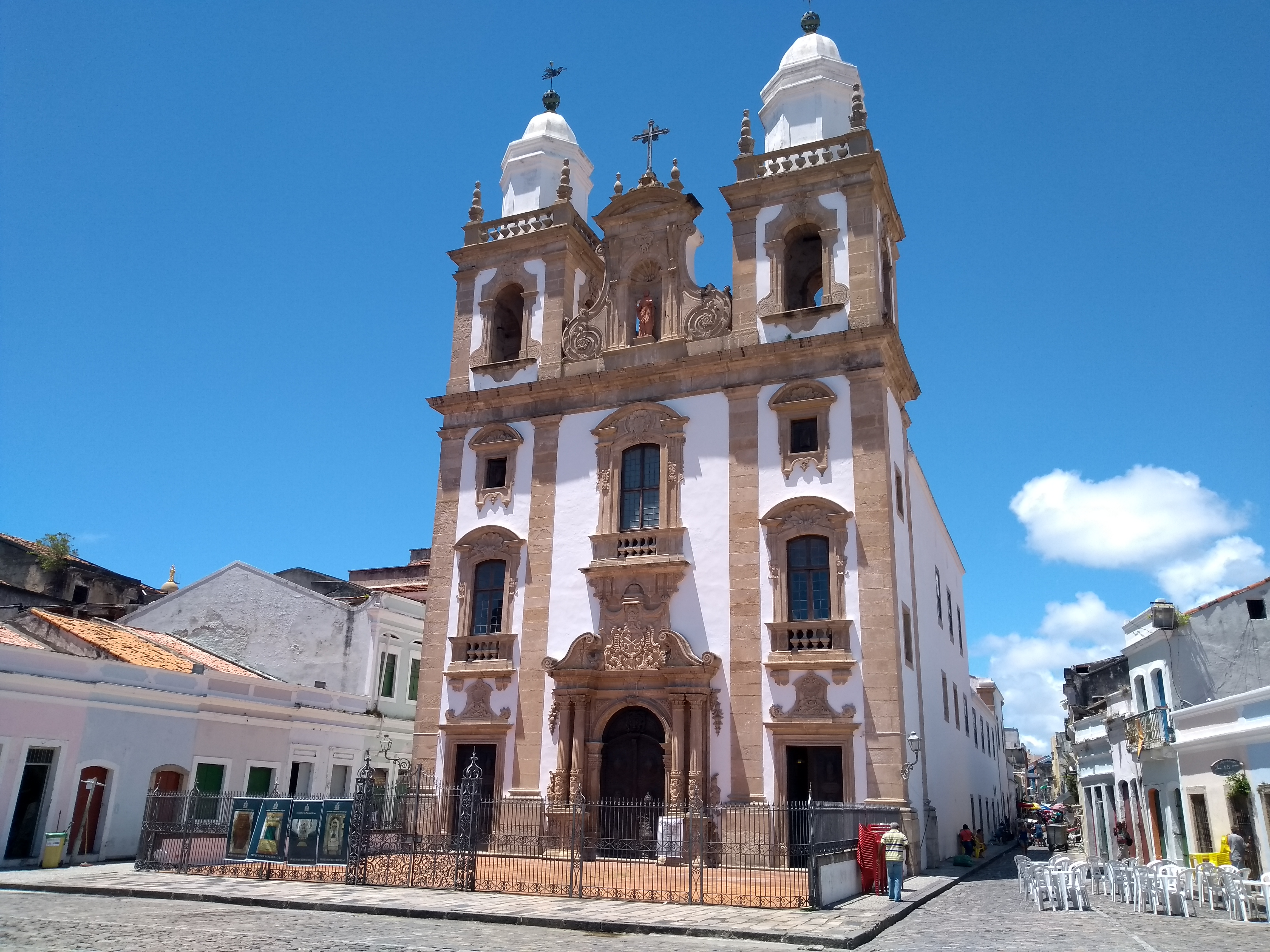
Konkathedrale São Pedro dos Clérigos in Recife

- Estevão Brioso de Figueiredo, 1676–1683, dann Bischof von Funchal
- João Duarte do Sacramento CO, 1685–1686
- Matias de Figueiredo e Mello, 1687–1694
- Francisco de Lima OCarm, 1695–1704
- Manuel Álvares da Costa, 1706–1721, dann Bischof von Angra
- José de Fialho OCist, 1725–1738, dann Erzbischof von São Salvador da Bahia
- Luiz de Santa Teresa da Cruz Salgado de Castilho OCD, 1738–1757
- Francisco Xavier Aranha, 1757–1771
- Francisco da Assumpção e Brito OSA, 1773–1773, dann Erzbischof von Goa
- Tomaz da Encarnação da Costa e Lima CRSA, 1774–1784
- Diego de Jesus Jardim OSH, 1785–1794, dann Bischof von Elvas
- José Joaquim da Cunha Azeredo Coutinho, 1794–1806, dann Bischof von Elvas
- José Maria de Araújo OSH, 1806–1809
- Antônio de São José Bastos OSB, 1815–1819
- Tomas Manoel de Noronha e Brito OP, 1828–1829
- João da Purificação Marques Perdigão OSA, 1831–1864
- Manoel do Rego Medeiros, 1865–1866
- Francisco Cardoso Aires, 1867–1870
- Vital Maria Conçalves de Oliveira OFMCap, 1871–1878
- José Pereira da Silva Barros, 1881–1891, dann Bischof von Sebastião do Rio de Janeiro
- João Fernando Santiago Esberard, 1891–1893, dann Erzbischof von São Sebastião do Rio de Janeiro
- Manoel dos Santos Pereira, 1893–1900
- Luís Raimundo da Silva Brito, 1901–1910

### Erzbischöfe von Olinda
- Luís Raimundo da Silva Brito, 1910–1915
- Sebastião Leme da Silveira Cintra, 1916–1918

### Erzbischöfe von Olinda e Recife
- Sebastião Leme da Silveira Cintra, 1918–1921, dann Koadjutorerzbischof von São Sebastião do Rio de Janeiro
- Miguel de Lima Valverde, 1922–1951
- Antônio de Almeida Moraes Junior, 1951–1960, dann Erzbischof von Niterói
- Carlos Gouvêa Coelho, 1960–1964
- Hélder Câmara, 1964–1985
- José Cardoso Sobrinho OCarm, 1985–2009
- Antônio Fernando Saburido OSB, 2009–2023
- Paulo Jackson Nóbrega de Sousa, seit 2023